# Kai-Fu Lee
Kai-Fu Lee ( Chinês tradicional chinês tradicional: 李開復, chinês simplificado: 李开复, pinyin: Lǐ Kāifù  ; nascido em 3 de dezembro de 1961) é um cientista da computação, empresário e escritor taiwanês. Ele está atualmente baseado em Pequim, China .
Lee desenvolveu um sistema de reconhecimento de fala contínuo e independente do alto-falante como tese do seu PhD. na Carnegie Mellon University. Mais tarde, ele trabalhou como executivo, primeiro na Apple, depois na SGI, Microsoft e Google .
Ele se tornou o foco de uma disputa legal em 2005 entre o Google e a Microsoft, seu ex-empregador, devido a um acordo de não concorrência de um ano que assinou com a Microsoft em 2000, quando se tornou seu vice-presidente corporativo de serviços interativos.
Uma das figuras mais proeminentes no setor de internet chinês, ele foi o diretor fundador da Microsoft Research Asia, trabalhando nela de 1998 a 2000; e presidente da Google China, atuando de julho de 2005 a 4 de setembro de 2009. Depois de renunciar ao cargo, fundou a Sinovation Ventures, uma empresa de capital de risco . Ele também criou um site, Wǒxuéwǎng ( Chinês chinês simplificado: 我学网, lit. ‘I-Learn Web’ ) dedicado a ajudar os jovens chineses a alavancar seus estudos e carreiras, e suas "10 cartas para estudantes universitários chineses" se espalharam amplamente na web. Ele é um dos micro bloggers mais seguidos na China, em particular no Sina Weibo, onde tem mais de 50 milhões de seguidores.
Em seu livro de 2018 AI Superpowers: China, Silicon Valley, and the New World Order, Lee descreve como a China está avançando rapidamente para se tornar o líder global em IA e pode muito bem ultrapassar os Estados Unidos, devido à demografia da China e seu acúmulo de enormes conjuntos de dados. Em uma entrevista de 28 de setembro de 2018 no programa PBS Amanpour, ele afirmou que a inteligência artificial, com todas as suas capacidades, nunca será capaz de criatividade ou empatia .

## Infância e educação
Lee nasceu em Taipei, Taiwan . Ele é filho de Li Tianmin, um legislador e historiador de Sichuan, China. Lee detalhou sua vida pessoal e história de carreira em sua autobiografia em chinês e inglês, Making a World of Difference, publicada em outubro de 2011.
Em 1973, Lee imigrou para os Estados Unidos e cursou o ensino médio em Oak Ridge, Tennessee . Ele recebeu um Bacharelado em Ciências summa cum laude com especialização em ciência da computação pela Columbia University na cidade de Nova York em 1983. Ele foi colega de classe de Barack Obama em Columbia. Ele continuou seus estudos e recebeu um PhD em ciência da computação pela Carnegie Mellon University em 1988.

## Carreira

### Pesquisa acadêmica
Na Carnegie Mellon, Lee trabalhou em tópicos de aprendizado de máquina e reconhecimento de padrões. Em 1986, ele e Sanjoy Mahajan desenvolveram Bill, um sistema Bayesiano baseado em aprendizado para jogar o jogo de tabuleiro Othello que venceu o torneio nacional de jogadores de computador dos Estados Unidos em 1989. Em 1988, ele completou sua dissertação de doutorado sobre o Sphinx, que ele afirma ser o primeiro sistema de reconhecimento de fala contínuo, independente do locutor e de grande vocabulário.
Lee escreveu dois livros sobre reconhecimento de fala e mais de 60 artigos em ciência da computação. Sua dissertação de doutorado foi publicada em 1988 como uma monografia de Kluwer, Automatic Speech Recognition: The Development of the Sphinx Recognition System (ISBN 0898382963 ). Juntamente com Alex Waibel, outro pesquisador da Carnegie Mellon, Lee editou Readings in Speech Recognition (1990,ISBN 1-55860-124-4 ).

### Apple, Silicon Graphics e Microsoft
Depois de dois anos como membro do corpo docente da Carnegie Mellon, Lee ingressou na Apple Computer em 1990 como principal cientista de pesquisa. Enquanto estava na Apple (1990–1996), ele chefiou grupos de P&D responsáveis pela Apple Bandai Pippin, PlainTalk, Casper (interface de fala), GalaTea (sistema de texto para fala) para computadores Mac.
Lee foi para a Silicon Graphics em 1996 e passou um ano como vice-presidente de sua divisão de produtos da Web e outro ano como presidente de sua divisão de software multimídia, Cosmo Software.
Em 1998, Lee deixou a Silicon e foi para a Microsoft em Pequim, China, onde desempenhou um papel fundamental no estabelecimento da divisão Microsoft Research (MSR). Mais tarde, a MSR China ficou conhecida como Microsoft Research Asia, considerada um dos melhores laboratórios de pesquisa em ciência da computação do mundo. Lee voltou para os Estados Unidos em 2000 e foi promovido a vice-presidente corporativo da divisão de serviços interativos da Microsoft de 2000 a 2005.

### Mudança da Microsoft para o Google
Em julho de 2005, Lee deixou a Microsoft para assumir um cargo no Google . A empresa de busca concordou com uma compensação de mais de US$ 10 milhões, incluindo um 'bônus de assinatura' de US$ 2,5 milhões e outro pagamento em dinheiro de US$ 1,5 milhão após um ano, um pacote referido internamente no Google como 'sem precedentes'.
Em 19 de julho de 2005, a Microsoft processou o Google e Lee em um tribunal do estado de Washington sobre a contratação de seu ex-vice-presidente de serviços interativos pelo Google, alegando que Lee estava violando seu acordo de não concorrência ao trabalhar para o Google dentro de um ano após deixar corporação de software baseada em Redmond. A Microsoft argumentou que Lee inevitavelmente divulgaria informações proprietárias ao Google se tivesse permissão para trabalhar lá.
Em 28 de julho de 2005, o juiz do Tribunal Superior do estado de Washington, Steven González, concedeu à Microsoft uma ordem de restrição temporária, que proibiu Lee de trabalhar em projetos do Google que competem com a Microsoft até o julgamento agendado para 9 de janeiro de 2006. Em 13 de setembro, após uma audiência, o juiz González emitiu uma decisão permitindo que Lee trabalhasse para o Google, mas impedindo-o de começar a trabalhar em alguns projetos técnicos até que o caso fosse a julgamento em janeiro de 2006. Lee ainda tinha permissão para recrutar funcionários para o Google na China e conversar com funcionários do governo sobre licenciamento, mas foi proibido de trabalhar em tecnologias como pesquisa ou reconhecimento de fala . Lee também foi proibido de definir orçamentos, salários e direções de pesquisa para o Google na China até que o caso fosse a julgamento em janeiro de 2006.
Antes que o caso pudesse ir a julgamento, em 22 de dezembro de 2005, Google e Microsoft anunciaram que haviam chegado a um acordo cujos termos são confidenciais, encerrando uma disputa de cinco meses entre as duas empresas.
No Google China, Lee ajudou a estabelecer a empresa no mercado e supervisionou seu crescimento no país. Sob sua gestão, o site regional Google.cn foi lançado. Ele também reforçou as equipes de engenheiros e cientistas da empresa no país.
Em 4 de setembro de 2009, Lee anunciou sua renúncia ao Google. Ele disse: "Com uma equipe de liderança muito forte, parecia um momento muito bom para eu passar para o próximo capítulo da minha carreira." Alan Eustace, vice-presidente sênior de engenharia do Google, deu a ele o crédito de "ajudar dramaticamente a melhorar a qualidade e a variedade de serviços que oferecemos na China e garantir que continuemos inovando na Web para o benefício de usuários e anunciantes". Vários meses após a saída de Lee, o Google anunciou que interromperia a censura e transferiria seus servidores da China continental para Hong Kong .

### Sinovation Ventures
Em 7 de setembro de 2009 Lee anunciou detalhes de um fundo de capital de risco de $ 115 milhões (incubação em estágio inicial e modelo de negócios de capital inicial) chamado "Innovation Works" (posteriormente alterado para " Sinovation Ventures ")  que visa criar cinco startups chinesas bem-sucedidas por ano em empresas de internet e internet móvel ou em vastos serviços de hospedagem conhecidos como computação em nuvem . O fundo Innovation Works atraiu vários investidores, incluindo Steve Chen, co-fundador do YouTube ; Foxconn, o fabricante terceirizado de eletrônicos; Legend Holdings, controladora da fabricante de PCs Lenovo ; e WI Harper Group .
Em setembro de 2010, Lee descreveu dois projetos Google Android para usuários chineses: Tapas, um sistema operacional de smartphone feito sob medida para usuários chineses; e Wandoujia (SnapPea), um gerenciador de telefone de desktop para Android.
Em dezembro de 2012, a Innovation Works anunciou que havia fechado um segundo fundo de US$ 275 milhões.
Em setembro de 2016, a empresa anunciou a mudança de seu nome corporativo de Innovation Works para "Sinovation Ventures", encerrando uma injeção de capital de US$ 674 milhões (4,5 bilhões de yuans chineses). O tamanho total do fundo da Sinovation Ventures excede US$ 1 bilhão. Em abril de 2018, a Sinovation Ventures anunciou seu Fundo IV em dólares americanos de US$ 500 milhões. Até o momento, o total de ativos sob gestão da Sinovation Ventures com sua moeda dupla atinge US$ 2 bilhões e investiu mais de 300 portfólios principalmente na China.

## Cargos anteriores
- Vice-presidente, Google ; Presidente, Google Greater China, julho de 2005 a 4 de setembro de 2009
- Vice-presidente corporativo, divisão de serviços interativos naturais (NISD), Microsoft Corp. 2000–julho de 2005[36]
- Fundador e Diretor Administrativo, Microsoft Research Asia, China, 1998–2000
- Presidente, Cosmo Software, unidade de negócios de software multimídia da Silicon Graphics Inc. (SGI), 1999–2000
- Vice-presidente e gerente geral, produtos da Web, Silicon Graphics Inc. (SGI), 1998–1999
- Vice-presidente, Interactive Media Group, Apple Computer, 1997–1998
- Diretor, Interactive Media, Advanced Technology Group, Apple Computer, 1994–1997
- Gerente, Speech & Language Technologies Group, Apple Computer, 1991–1994
- Cientista Principal da Fala, Apple Computer, 1990–1991
- Professor Assistente, Carnegie Mellon University, julho de 1990
- Pesquisador Cientista da Computação, Carnegie Mellon University, 1988–1990[37]

## Educação
- Doutorado em Ciência da Computação, Carnegie Mellon University, 1988
- Bacharel em Ciência da Computação, Columbia University, 1983

## Reconhecimento
- Presidente do Conselho Global de IA do Fórum Econômico Mundial
- Asia House Líder de negócios asiáticos 2018[38]
- Fellow, IEEE (introduzido em 2002)
- Membro, Comitê dos 100
- Tempo 100, 2013[39]
- Doutorado Honorário, Carnegie Mellon University[40]
- Doutor Honoris Causa, Universidade da Cidade de Hong Kong[40]

## Publicações
- Kai-Fu Lee (25 de setembro de 2018). AI Superpowers: China, Silicon Valley, and the New World Order. Boston, Mass: Houghton Mifflin. ISBN 9781328546395. OCLC 1035622189[3][4]
- Be Your Personal Best (《做最好的自己》, published September 2005, People's Publishing House)
- Making A World of Difference - Kai-Fu Lee Biography (《世界因你而不同》, published September 2009, China CITIC Press)
- Seeing Life Through Death (《向死而生》, published July 2015, by China CITIC Press)
- A Walk Into The Future (《与未来同行》, published October 2006, People's Publishing House)
- To Student With Love (《一往情深》, published October 2007, People's Publishing House)
- Weibo Changing Everything (《微博改变一切》, published February 2011, Beijing Xiron Books Co., Ltd)
- Artificial Intelligence (《人工智能》, published May 2017, Beijing Xiron Books Co., Ltd)
- AI 2041: Ten Visions for Our Future (with Chen Qiufan.《AI 2041：預見10個未來新世界》, published June 2021, Taiwan Commonwealth Publishing Co., Ltd)

## Controvérsias
Lee foi suspenso no Weibo por três dias depois de usar o Weibo para reclamar dos controles da Internet na China. Uma postagem de 16 de fevereiro de 2013 resumiu um artigo do Wall Street Journal sobre como velocidades lentas e instabilidade impedem empresas estrangeiras de localizar funções críticas na China. Em janeiro de 2013, ele também postou apoio à equipe de um jornal de Guangzhou durante um impasse com os censores do governo. Ele também foi um crítico vocal do bloqueio do GitHub pelo governo, que ele disse ser prejudicial à competitividade da China.

## Vida pessoal
Lee postou no Weibo em 5 de setembro de 2013 que havia sido diagnosticado com linfoma . Em dezembro de 2018, Lee falou no End Well Symposium sobre o fim da vida em San Francisco, afirmando: “Eu era um workaholic maníaco. Esse vício em trabalho terminou abruptamente cerca de cinco anos atrás, quando fui diagnosticado com linfoma de estágio IV.” 

### Entrevistas
- BBC Entrevista da Semana: Kai-Fu Lee (2018)
- "Kai-Fu Lee sobre o futuro da IA", entrevista TED de 2019
- "Kai-Fu Lee: AI Superpowers – China and Silicon Valley", 2019 Inteligência Artificial (AI) Podcast